# Parauchenoglanis ngamensis
Parauchenoglanis ngamensis är en fiskart som först beskrevs av Boulenger, 1911.  Parauchenoglanis ngamensis ingår i släktet Parauchenoglanis och familjen Claroteidae. IUCN kategoriserar arten globalt som livskraftig. Inga underarter finns listade i Catalogue of Life.